# Syrphoctonus varianus
Syrphoctonus varianus là một loài tò vò trong họ Ichneumonidae.